# 御所見直好
御所見 直好（ごしょみ なおよし、1919年9月8日 - 2007年）は、日本の地誌学者、随筆家。
神奈川県生まれ。本姓・長谷川。神奈川県農業技術養成所卒。太平洋戦争ではビルマに従軍。鎌倉の地誌・歴史についての随筆を執筆した。

## 著書
- 『だれも知らない鎌倉路』主婦と生活社 1974　『誰も知らない鎌倉路』集英社文庫
- 『鎌倉史話散歩』秋田書店 1975
- 『鎌倉の四季』雪華社 1975
- 『日本の味』木耳社 1978
- 『鎌倉路の百花譜 野生の花の風土記』共立出版 1980
- 『花 春夏秋冬』光村推古書院 1983
- 『鎌倉史話探訪 武家社会の葛藤の謎』大和書房 1990
- 『ビルマ戦線雑兵譚』光和堂 1995
- 『振りかえるふるさと山河の花』全2巻　日貿出版社 2001